# Journal Peaks
Die Journal Peaks sind zwei Gruppen vereinzelter Berggipfel und Nunatakker von bis zu 1650 m Höhe und ostwestlicher Ausrichtung im südzentralen Teil des Palmerlands auf der Antarktischen Halbinsel. Sie erstrecken sich über eine Länge von 13 km in einer Entfernung von 28 km südöstlich der Seward Mountains.
Der United States Geological Survey kartierte sie anhand von Luftaufnahmen der United States Navy aus den Jahren von 1966 bis 1969. Das Advisory Committee on Antarctic Names benannte sie nach dem von der National Science Foundation ab 1966 herausgegebenen Antarctic Journal of the United States.